# Anna Rutkowska-Płachcińska
Anna Rutkowska-Płachcińska (ur. 21 lutego 1915, zm. 15 kwietnia 2008) – polska historyczka, mediewistka, profesor doktor habilitowany, specjalistka w zakresie powszechnego średniowiecza. Od 1954 związana z Instytutem Historii Kultury Materialnej PAN, kierowniczka Pracowni Historii Osadnictwa w Zakładzie Kultury Materialnej.

## Życiorys
Habilitowała się na mocy uchwały z 27 lutego 1961 w Instytucie Historii Kultury Materialnej Polskiej Akademii Nauk w Warszawie na podstawie pracy pt. Sądecczyzna w XIII i XIV wieku.

## Wybrana bibliografia autorska
- Gospodarka i zasięg oddziaływania miasta średniowiecznego Salon-de-Provence w połowie XIV w. (Zakład Narodowy im. Ossolińskich, Wrocław 1969)
- Materialne warunki bytu ubogich w miastach późnośredniowiecznych na zachodzie Europy (Zakład Narodowy im. Ossolińskich, Wrocław 1988, ISBN 83-04-02821-2)